# 肉眼診断
肉眼診断（にくがんしんだん、Gross diagnosis）とは、手術で摘出された組織や臓器の一部を肉眼的に観察し、病変部を含む写真を撮影し、病理組織学的診断のための切り出し (tissue cutting) を行う一連の過程のことである。病理解剖でもほぼ同じ過程を経て病理診断がなされる。

## 肉眼診断のプロセス
- 患者情報と術前診断との照合

　患者I.D.と提出された検体を照合し、検査依頼内容を確認する。
- 固定前検査

　血液や体液などを洗い流し、管腔臓器であれは長軸切開、固形臓器であれば一定方向にスライスして、病変部が観察可能な状態に展開する。その後、写真撮影を行い、必要に応じて遺伝子診断などに必要な組織を採取し保存する。
　消化管腫瘍切除材料では固定前にリンパ節を採取する。消化管では変形を防ぐために伸展板などに臓器を貼り付け、ホルマリン固定液に浸漬する。
- 固定後検査

　改めてナイフで病変部に割を入れ、病変の局在や進展範囲を観察し、再度写真撮影を行った後、組織学的検査のための組織片を切り出す。
　切出し時に病変を観察し、肉眼所見が記載され、肉眼診断が行われる。病変を正しく把握して適切な部位を切り出すことが必要である。たとえば病変部が切りだされない場合は、作成された病理標本を見ても病変部について言及することはできず、正しい診断結果を得ることができないからである。
　臓器の切り出し方には一定のルールはなく、病理医の経験に依存する部分が多い。代表的な外科病理のテキストには標準的な切り出しの方法が紹介されている。また腫瘍性病変については、癌取扱い規約に沿った臓器の検索法が推奨されている。
- 病理診断書への記録

　病変の局在部位、大きさ、肉眼所見を記録し、スケッチまたは写真撮影が行われる。切りだされた組織片についてガラス標本が作製され、病理医がガラス標本を顕微鏡で観察し、病理診断書が作製される。

## 肉眼診断の位置づけ
米国の病理研修施設では、レジデント教育のために肉眼診断の検討が臨床医を交えて行われる。これをGross conferenceと呼ぶ。日本でも切り出しは病理専門医が行っているが、病理医が不在の医療機関では臨床医が代行している場合もある。
　肉眼診断は病理診断の中では重要な位置を占め、病理医や病理検査室の重要な業務であるが、日本では、診療報酬での評価がない。